# Rita Gramignani
Rita Gramignani (La Spezia, 12 ottobre 1943) è una scacchista italiana.

## Biografia
Nata a La Spezia nel 1943, Rita Gramignani ha vinto per ben nove volte il Campionato italiano femminile negli anni 1973, 1975, 1976, 1980, 1983, 1987, 1989, 1991 e 1992. Seconda solo a Stefano Tatai tra i giocatori e le giocatrici italiane per numero di vittorie conseguite.
Ha partecipato con la squadra italiana a sette edizioni delle Olimpiadi scacchistiche.
Nel 2000 ha ricevuto il premio AMIS (Associazione Maestri Italiani di Scacchi) Gioacchino Greco - Una vita per gli scacchi. 
Pur abitando a La Spezia, Rita Gramignani ha giocato il campionato a squadre con il suo amico Pierluigi Beggi col CREC Piaggio di Pontedera e l'ASU Capablanca di Pisa.
Ecco una sua vittoria, trascritta in notazione algebrica italiana:
Gramignani - Piano (Aosta, Campionato italiano, 1987) 

1.e4 e5 2.Cc3 Cf6 3.g3 d6 4.Ag2 Ae7 5.d3 O-O 6.Cge2 c5 7.O-O Cc6 8.h3
Ad7 9.Ag5 Ce8 10.Axe7 Cxe7 11.Dc1 Cc7 12.f4 f5 13.exf5 Axf5 14.g4 Ac8
15.De3 exf4 16.Cxf4 Tb8 17.Tae1 Cc6 18.Ccd5 Ce5 19.Cxc7 Dxc7 20.Ad5+ Rh8
21.Dg3 Ad7 22.Txe5 Txf4 23.Dxf4 1-0